# Самарин-Волжский, Арнольд Маркович
Арнольд Маркович Самарин-Волжский (Левинский; 7 ноября 1878 — январь 1949) — российский и советский театральный деятель, актёр и режиссёр, Заслуженный деятель искусств Киргизской ССР (1939).

## Биография
С 1898 — актёр театра в Вильне, исполнял роли молодых любовников и простаков.
В 1904 окончил школу драматического искусства в Киеве. С 1904 начал режиссёрскую деятельность, держал антрепризу в Керчи, Таганроге, Харбине.
В 1917—1919 руководил театром миниатюр, участвовал в создании фронтовых художественных коллективов.
В последующие годы работал в театрах Москвы и Подмосковья, Киева, Ростова, Омска, Одессы, Воронежа, Казани, Киргизии.
С 1923 вёл педагогическую деятельность.

## Награды
- Орден «Знак Почёта» (7 июня 1939) — за выдающиеся заслуги в деле развития киргизского театрального искусства

### Актёрские работы
Создал ряд значительных образов в русской классической драматургии. Играл все мужские роли в «Горе от ума» (кроме Фамусова), в «Ревизоре» (кроме Городничего).

### Режиссура
Ставил пьесы:
- А. Н. Островского
- Н. В. Гоголя
- А. П. Чехова
- «Бронепоезд 14-69» (пьеса в 4-х действиях Всеволода Иванова) — Воронежский театр, 1933[6]
- «Платон Кречет» (пьеса Александра Корнейчука) — Казанский русский театр, 1934[6]
- «Овечий источник» (пьеса Лопе де Вега) — Киргизский государственный театр юного зрителя, 1936[6],
- «Последние» (пьеса в 4-х действиях Максима Горького) — Орехово-Зуевский театр, 1940[1]

Также поставил оперу П. И. Чайковского «Пиковая дама» — Государственный оперный театр им. К. Либкнехта, Киев, 1922.

## Сочинения
- Самарин-Волжский А. Даёшь заём: Скетч в 1 действии. — 1929–1933. РГАЛИ: Шифр: ф. 656, оп. 1, ед. хр. 3459.
- Самарин-Волжский А. Кинозвезда: Современный водевиль в 1 действии.. — 1931. РГАЛИ: Шифр: ф. 656, оп. 1, ед. хр. 2572.
- Самарин-Волжский А. Козетта: пьеса в 4-х сценах по В. Гюго.. — 1948. РГАЛИ: Шифр: ф. 656, оп. 5, ед. хр. 7087.